# Tunnelbaneolyckan i Moorgate
Tunnelbaneolyckan i Moorgate inträffade kort efter klockan 08.46 den 28 februari 1975 vid Moorgate station i London i England då ett tunnelbanetåg krockade med en betongvägg i cirka 60 km/t. 43 personer omkom, bland dem föraren, och ytterligare 74 skadades allvarligt.